# Henning Schreiber (Münzmeister)
Henning Schreiber oder Heinling Schreiber (geboren um 1580 in Halberstadt; gestorben 13. Oktober 1640 in Clausthal im Harz) war ein deutscher Siegel- und Stempelschneider sowie Münzmeister. Sein Münzmeisterzeichen formt sich aus dem Monogramm H. S.

## Leben

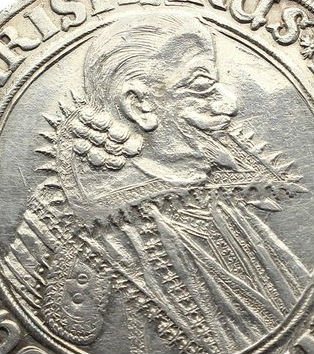
Herzog Christian der Ältere von Braunschweig-Lüneburg;
1 Taler (Ausschnitt), Silber, 1624

Vor und während des Dreißigjährigen Krieges arbeitete er als Halberstädter, dann als Herzoglich Braunschweig-Lüneburgischer Münzmeister von
- 1614–1617 in Halberstadt,[3]
- 1617–1619 in der Clausthaler Münze,[3]
- 1619–1621 in Osterode am Harz,[3]
- 1621 in Lauterberg,[3]
- 1621–1622 in Goslar und[3]
- ab 1622 wieder in Clausthal, wo er 1640 im Alter von etwa 60 Jahren starb.[3]

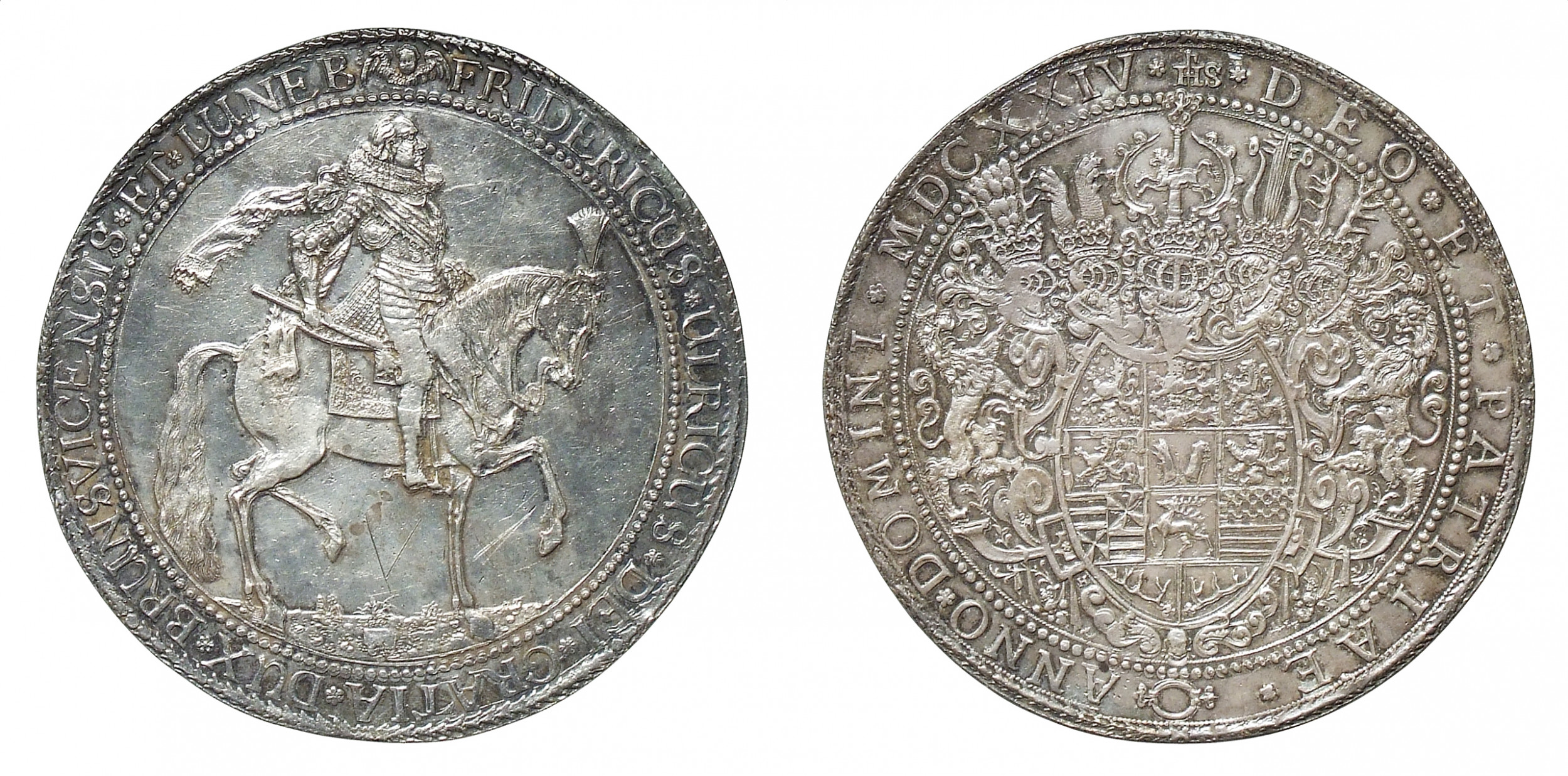
1624: Friedrich Ulrich (Avers) in Rüstung zu Pferde; Revers: Wappen
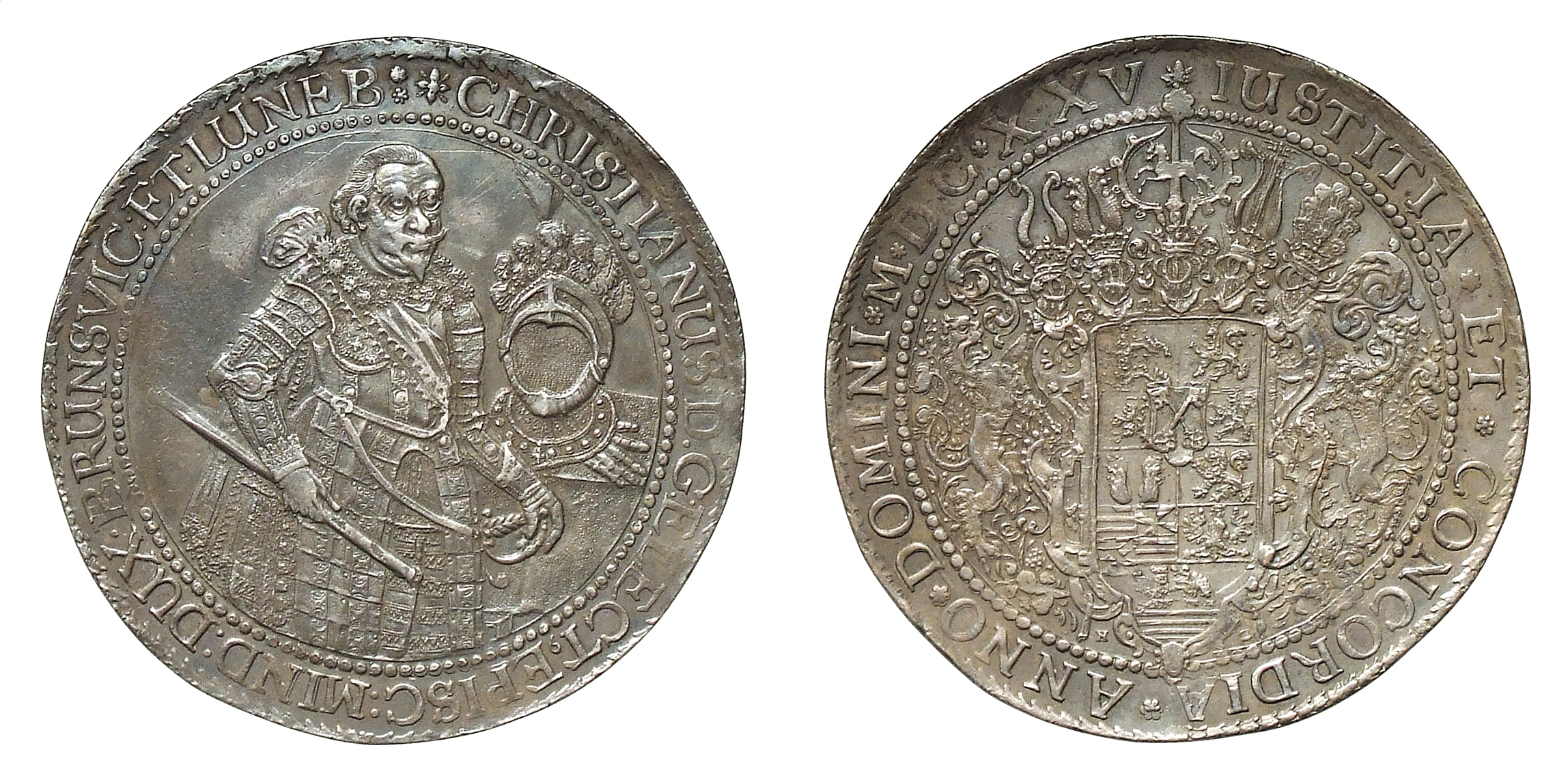
1624: Christian d. Ä. mit abgenommenem Harnisch; Münzkabinett Berlin
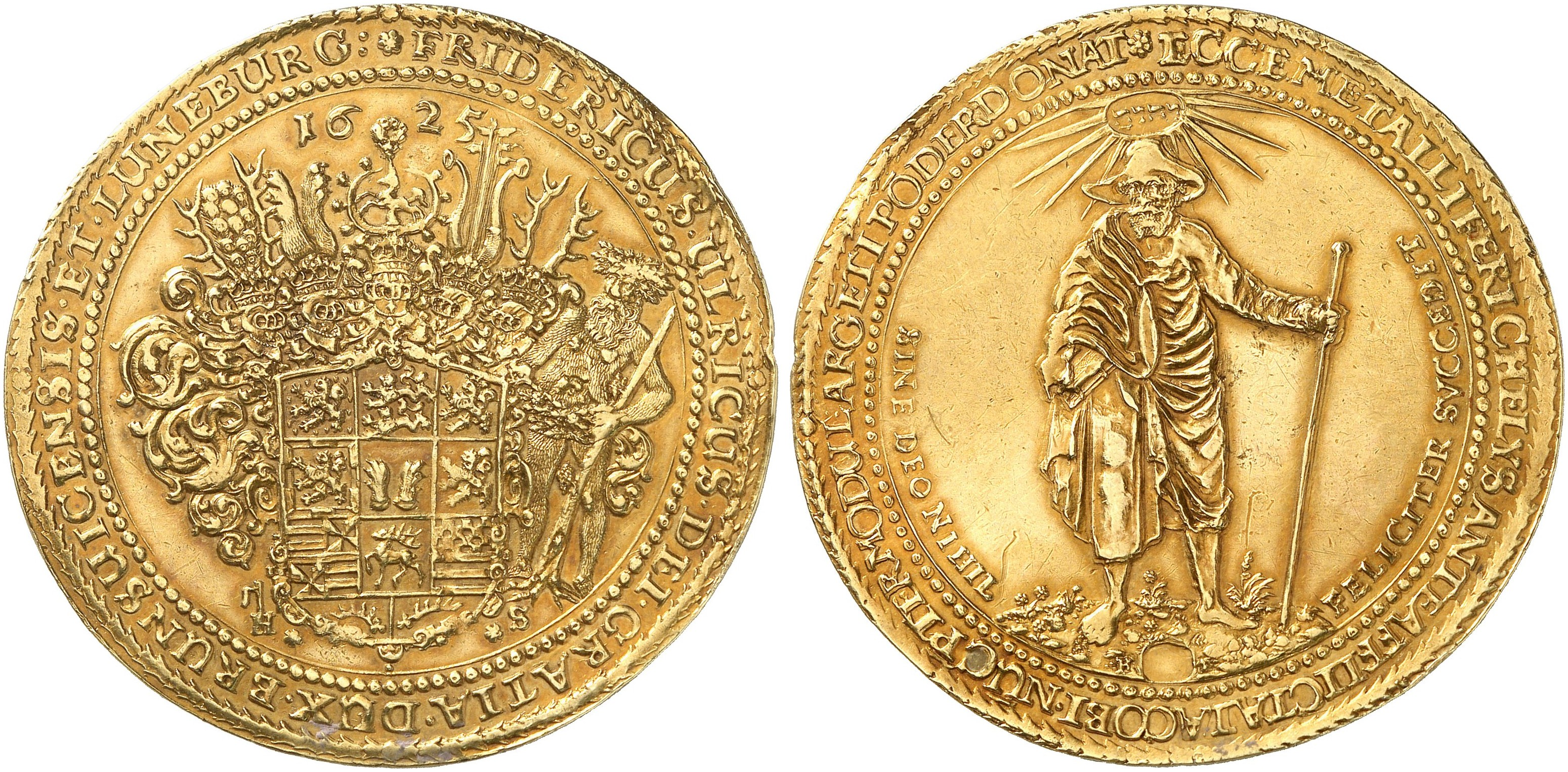
1625: Jakobslöser